# Урна
Урна е кръгла или друга форма, обикновено продълговат съд със затворена кухина на върха, често подобен на ваза.
Традиционните урни са изработени от различни материали (керамика, дърво, камък, метал), декорирани. Урните са често използвани в погребението на починалия, като в тях се слага прахът на умрелия след кремацията му.
Урна е и вид кутия, в която се събират бюлетините при провеждане на гласуване.